# Jeetze zwischen Beetzendorf und Salzwedel
Die Jeetze zwischen Beetzendorf und Salzwedel ist ein FFH-Gebiet in den Gemeinden Beetzendorf und Kuhfelde und der Stadt Salzwedel im Altmarkkreis Salzwedel in Sachsen-Anhalt.

## Allgemeines
Das FFH-Gebiet ist circa 20 Hektar groß. Es grenzt im Süden an das FFH-Gebiet „Jeetze südlich Beetzendorf“. Nördlich von Beetzendorf grenzt es an das FFH-Gebiet „Tangelnscher Bach und Bruchwälder“. Das FFH-Gebiet ist durch die Landesverordnung zur Unterschutzstellung der Natura 2000-Gebiete im Land Sachsen-Anhalt (N2000-LVO LSA) seit dem 21. Dezember 2018 rechtlich gesichert. Zuständige untere Naturschutzbehörde ist der Altmarkkreis Salzwedel.

## Beschreibung
Das FFH-Gebiet erstreckt sich auf einer Länge von rund 20 km zwischen Beetzendorf und Salzwedel. Es umfasst den Flusslauf der Jeetze mit ihren Böschungen und Uferrandstreifen zwischen der Querung der Jeetze durch die Landesstraße 19 südlich von Beetzendorf und der Querung der Jeetze durch die Bundesstraße 248 südlich von Salzwedel. Die begradigte und durch mehrere Wehre und Sohlgleiten regulierte Jeetze wird von Röhrichten und feuchten Hochstaudenfluren begleitet, an die sich vielfach Grünländer anschließen. Insbesondere im nördlichen Abschnitt des FFH-Gebietes wird die Jeetze auch von Ufergehölzen begleitet.
In der Jeetze siedeln Einfacher Igelkolben, Gelbe Teichrose, Sumpfwasserstern, Gewöhnlicher Wasserhahnenfuß, Gauchheilehrenpreis, Pfeilkraut, Flutender Schwaden, Schwanenblume, Bachbunge, Kammlaichkraut sowie Schwimmendes und Krauses Laichkraut. Die Hochstaudenfluren werden unter anderem aus Rohrglanzgras, Großer Brennnessel, Echter Zaunwinde, Sumpfziest, Giersch, Sumpfsegge, Zottigem Weidenröschen, Wasserdost, Knotiger Braunwurz und Schmalblättrigem Merk gebildet. Stellenweise siedeln Echtes Mädesüß, Sumpfschafgarbe, Echter Baldrian und Waldziest.
Das Gebiet ist Lebensraum und Wanderkorridor des Fischotters. In der Jeetze leben unter anderem Steinbeißer, Rapfen und Bitterling. Die Jeetze beherbergt auch Vorkommen der Bachmuschel.